# Тристаннид пентатитана
Тристанни́д пентатита́на — бинарное неорганическое соединение, интерметаллид титана и олова с формулой Ti5Sn3, кристаллы.

## Получение
- Сплавление стехиометрических количеств чистых веществ:

{\displaystyle {\mathsf {5Ti+3Sn\ {\xrightarrow {1505^{o}C}}\ Ti_{5}Sn_{3}}}}

## Физические свойства
Тристаннид пентатитана образует кристаллы гексагональной сингонии, пространственная группа P 63/mmc, параметры ячейки a = 0,8049 нм, c = 0,4454 нм, Z = 2,
структура типа трисилицида пентамарганца Mn5Si3.
Соединение образуется по перитектической реакции при температуре 1505 °C (по другим данным, 1502 °C).